# 国际伽玛射线天体物理实验室
国际伽玛射线天体物理实验室（International Gamma-Ray Astrophysics Laboratory，缩写为）是欧洲空间局研制的伽玛射线天文卫星，于2002年10月17日在俄罗斯位于哈萨克斯坦境内的拜科努尔航天中心用质子号火箭发射升空，运行在近地点9,000公里、远地点155,000公里的椭圆轨道上。该卫星是美国宇航局康普顿伽玛射线天文台的继任者，主要工作是在软X射线波段进行巡天，并获取伽玛射线源的高分辨率图像。卫星上同时安装了X射线望远镜和光学望远镜，以便对目标进行多波段联合观测。2025年2月，欧洲空间局正式宣布国际伽玛射线天体物理实验室结束科学观测任务。为减少太空碎片，卫星被计划逐步受控脱离轨道并最终于2029年初再入大气层销毁。
国际伽玛射线天体物理实验室的卫星平台采用了与XMM-牛顿卫星相同的构造，这样做的好处是节省了成本。卫星上携带的主要科学仪器有：
- 一台光谱仪（SPI），采用编码孔成像板，接受面积为500平方厘米，工作能段为20keV-8MeV，在1MeV上能谱分辨率为500，空间分辨率为2度。
- 一台成像仪（IBIS），采用编码孔成像板，工作能段为15keV-10MeV，视场为9×9度，空间分辨率为12角分。
- 欧洲联合X射线监视器（JEM-X），采用编码孔成像板，工作能段为3-35keV，视场为4.8度，空间分辨率为3角分。
- 光学监视照相机（OMC），工作在500-850的光学波段的50毫米口径的照相机，视场为5×5度。